# Siegfried von Brünneck

Siegfried von Brünneck als Bonner Preuße

Siegfried von Brünneck (* 21. August 1871 in Rosenberg; † 27. Mai 1927 in Bellschwitz) war Gutsbesitzer, Landrat und Mitglied des Deutschen Reichstags.

## Leben

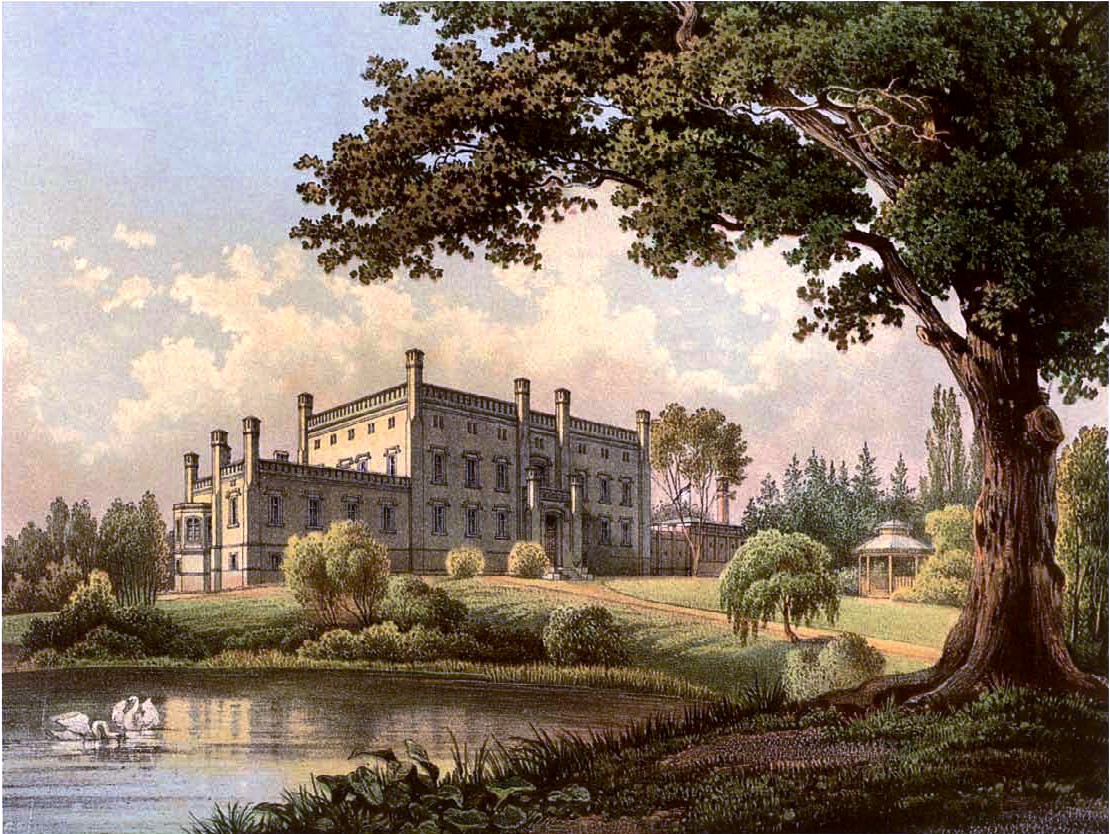
Rittergut Bellschwitz um 1860, Sammlung Duncker

Brünneck besuchte das Gymnasium Marienwerder und das Collegium Fridericianum. Er studierte ab 1891 an der Rheinischen Friedrich-Wilhelms-Universität und wurde im Corps Borussia Bonn aktiv. Als Inaktiver wechselte er an die Albert-Ludwigs-Universität Freiburg und die heimatliche Albertus-Universität Königsberg. Ab 1895 war er Referendar am Amtsgericht in Zoppot, am Landgericht Berlin, am Landgericht Danzig und am Landgericht Königsberg sowie Regierungsreferendar bei der Regierung in Merseburg. Er wurde am 1. Mai 1904 mit der Verwaltung des Landratsamts im Landkreis Rosenberg in Westpreußen beauftragt und am 6. Februar 1905 zum Landrat ernannt. Weiter war er kurz Gutsbesitzer in Bellschwitz, der Besitz ging an die gräfliche Linie der Familie von Brünneck.
Von 1913 bis 1918 war er Mitglied des Deutschen Reichstags für den Reichstagswahlkreis Regierungsbezirk Marienwerder 2 (Rosenberg (Westpr.), Löbau) und die Deutsche Reichspartei. Ab 1921 war er auch Mitglied des Ostpreußischen Provinziallandtags.